# 폼나게 살거야
《폼나게 살거야》는 2011년 9월 17일부터 2012년 3월 11일까지 방영된 SBS 주말 특별기획 드라마이다.

## 방송 시간
| 방송 채널 | 방송 기간                         | 방송 시간              | 방송 분량  |
| --------- | --------------------------------- | ---------------------- | ---------- |
| SBS       | 2011년 9월 17일 ~ 2011년 9월 25일 | 토, 일 밤 9:50 ~ 11:10 | 1시간 20분 |
| SBS       | 2011년 10월 1일 ~ 2012년 3월 11일 | 토, 일 밤 9:50 ~ 11:00 | 1시간 10분 |

## 등장 인물

### 모성애 가족
- 이효춘 : 모성애 역

66세. 모성애라는 이름처럼, 평생 자식들을 위해 희생해온 모성 넘치는 엄마로, 남편 없이 혼자 작은 식당을 꾸려가며 어렵게 5남매를 키웠다. 누구보다 심성이 따듯하고, 이름처럼 모성애가 강하다.
- 손현주 : 나대라 역

41세. 모성애의 첫째 아들. 남은정의 남편. 슬하에 1남 2녀를 두었다. 장남이라는 책임감과 부담 때문에 늘 어깨가 무겁지만 엄마에겐 효자 중 효자다.
- 최수린 : 남은정 역

37세. 나대라의 아내. 가난한 집안의 맏며느리로서의 고충을 보여주는 역할. 부유한 가정에서 고생 없이 자랐다.
- 김지민 : 나금성 역

나대라의 큰딸.
- 남다름 : 나화성 역

나대라의 아들.
- 출연자 미상 : 나별 역

나대라의 작은딸. 늦둥이. 태어난지 얼마 안된 아이다.
- 김희정 : 나노라 역

37세. 모성애의 큰딸. 이 집안의 트러블 메이커로서 식구들 중 어느 누구도 노라의 등장을 달가워하지 않는다.
- 오대규 : 신기한 역

36세. 모성애의 큰사위. 신문석의 셋째 아들이자 노라의 남편. 사채업자의 똘마니로 맨날 돈 받으러 다니고 훗날 큰 PC방 하나 차리고 싶은 꿈을 가진 인물이다. 나노라와 연인 사이로 발전하면서 후에 나노라랑 결혼한다.
- 출연자 미상 : 나가라 역

모성애의 둘째 아들. 현재 미국유학중. 사법고시 준비로 미국으로 유학까지 갔기에, 모든 가족들의 기대를 한몸에 받았지만, 사정이 좋지않아 부모님께 미안해서 차마 집에도 못돌아오는 신세가 된다. 작중 이름만 업급되고, 한번도 등장하지 않았다.
- 윤세인 : 나아라 역

31세. 모성애의 둘째 딸. 가족부양과 결혼 문제로 고충을 겪고 있는 인물. 어려운 형편에 열심히 공부해서 대학도 나오고 현재는 홈쇼핑 MD로 근무하고 있다.
- 최우식 : 나주라 역

20세. 모성애의 셋째아들. 실제로는 나노라가 17살 때 낳은 아들. 현재 재수생으로 고등학교 시절 일명 주먹짱으로 불리며 이름을 날렸고 폼에 살고 폼에 죽는 스타일이다. 막장 행각을 벌여와 부모와 가족들의 속을 썩였다. 하지만 엄마를 사랑하고 속이 깊은 인물.

### 조용팔 가족
- 노주현 : 조용팔 역

68세. 노년의 고민인 사랑과 재혼, 경제문제, 병, 죽음 등에 관해 총체적으로 보여주는 인물. 한 여자밖에 모르는 순정파.
- 손종범 : 조진상 역

용팔의 아들이자 해심의 남편. 중학교에 다니는 자식을 둘이나 둔 가장이다.
- 이상숙 : 이해심 역

진상의 5살 연상 아내.
- 서재욱 : 조진수 역

용팔, 해심의 큰아들. 현재 중학생.
- 이승현 : 조성찬 역

용팔, 해심의 작은아들. 현재 중학생.

### 천연덕 가족
- 박정수 : 천연덕 역

66세. 신형과, 소형의 친어머니이자 구형의 의붓어머니. 환갑을 훌쩍 넘긴 나이지만 아직도 뜨겁고 사랑에 대한 열정이 넘쳐나고 여자라는 사실을 한 순간도 망각하지 않고 살아가는 일명 공주과 스타일.
- 윤서현 : 최구형 역

최신형의 의붓 형. 계모와 본처자식 사이에서 일어나는 갈등을 여과 없이 보여주는 인물.
- 기태영 : 최신형 역

31세. 연덕의 친아들이자 아라의 남편. 임기응변에 능해서 뭔가 불리한 상황과 맞닥뜨리면 둘러대는데 선수이긴 하지만, 순수하고 기본은 좋은 남자. 어머니 천연덕이 부친의 본처가 죽고난 후 재혼해서 얻었다.
- 채영인 : 최소형 역. 천연덕의 친딸. 신형의 여동생.

### 이팔팔 가족
- 유승봉 : 이대팔 역

이팔팔의 부친. 연구중의 새아버지.
- 이정길 : 연구중 역

신형의 친구. 이대팔의 아내와 전남편 사이의 자식. 신형의 어릴적 친구로 늘 앞장서서 뭔가 일을 주도하고 펌프질해대는 성격이다.
- 장다윤 : 이팔팔 역

이대팔의 딸. 나주라의 여자친구.

### 그 외 인물
- 고세원 : 조은걸 역

모성애의 담당의사로서 실력도 있고 환자에 대한 시선도 인간적이다.
- 유세례 : 은근희 역

아라의 친구이자. 대라의 후배교사. 한동안 나대라와 엮이면서 내연관계가 되기도 했다.
- 장세윤 : 노린다 역

기한의 내연녀.
- 오희준 : 이팔팔의 똘마니 역
- 신창주 : 이팔팔의 똘마니 역
- 김규진 : 이팔팔의 똘마니 역
- 박혁민 : 이팔팔의 똘마니 역
- 신범식

### 특별 출연
- 현영 : 커플 매니저 역

아라가 찾아간 결혼정보회사 커플 매니저.
- 조성하 : 나 이사 역

주라의 생부이자 대기업 대표이사.
- 안내상 : 주라 생부의 비서 역
- 송경철 : 성애의 남편

성애를 버리고 다른 여자와 살림을 차리고 살았던 성애의 남편.
- 김현수 : 조한이 역

조은걸의 딸.
- 박노식 : 허우대 역

나노라의 맞선남으로 문방구 사장이다. 한동안 만나다가 신기한에게 한방먹고 나노라하고 해어진다.
- 박용수 : 신문석 역

신기한의 부친.
- 김민혁 : 박비서 역

신문석의 비서.
- 민준현 : 최구형의 친구 역

## 결방 사유 및 연장
- 2011년 12월 31일 : 《SBS 연기대상》 편성으로 인해 결방[1]
- 폼나게 살거야 방영 분량이 50부작에서 1회 연장되어 51부작으로 변경 및 확정되었다.

## 사운드 트랙
2012년 2월 9일에 공개된 폼나게 살거야 OST는 배기성, 이루, 고유진, 리사, 진솔, 박소진 등이 참여하였다.

### 1부
| #            | 제목                       | 가수         | 재생 시간 |
| ------------ | -------------------------- | ------------ | --------- |
| 1.           | 〈폼나게 살거야〉          | 배기성       | 3:23      |
| 2.           | 〈폼나게 살거야〉 (연주곡) | 배기성       | 3:23      |
| 총 재생 시간 | 총 재생 시간               | 총 재생 시간 | 6:46      |

### 2부
| #            | 제목                            | 가수         | 재생 시간 |
| ------------ | ------------------------------- | ------------ | --------- |
| 1.           | 〈Can do it〉 (피처링 : 제이콥) | 고유진       | 3:42      |
| 2.           | 〈Can do it〉 (연주곡)          | 고유진       | 3:42      |
| 총 재생 시간 | 총 재생 시간                    | 총 재생 시간 | 7:24      |

### 3부
| #            | 제목                   | 가수         | 재생 시간 |
| ------------ | ---------------------- | ------------ | --------- |
| 1.           | 〈내 사랑은〉          | 리사         | 3:41      |
| 2.           | 〈내 사랑은〉 (연주곡) | 리사         | 3:41      |
| 총 재생 시간 | 총 재생 시간           | 총 재생 시간 | 7:22      |

### 4부
| #            | 제목                   | 가수         | 재생 시간 |
| ------------ | ---------------------- | ------------ | --------- |
| 1.           | 〈지우란 말〉          | 이루         | 3:22      |
| 2.           | 〈지우란 말〉 (연주곡) | 이루         | 3:22      |
| 총 재생 시간 | 총 재생 시간           | 총 재생 시간 | 6:44      |

### 정규 음반
| #            | 제목                            | 가수            | 재생 시간 |
| ------------ | ------------------------------- | --------------- | --------- |
| 1.           | 〈폼나게 살거야〉               | 배기성          | 3:23      |
| 2.           | 〈지우란 말〉                   | 이루            | 3:22      |
| 3.           | 〈Can do it〉 (피처링 : 제이콥) | 고유진          | 3:42      |
| 4.           | 〈내 사랑은〉                   | 리사            | 3:41      |
| 5.           | 〈Love Love Love〉              | 진솔            | 3:25      |
| 6.           | 〈살아갈 수 있음을〉            | 박소진          | 3:01      |
| 7.           | 〈Luxury Life〉                 | Various Artists | 2:20      |
| 8.           | 〈Clementine〉                  | Various Artists | 4:32      |
| 9.           | 〈A Beautiful World〉           | Various Artists | 3:28      |
| 10.          | 〈You are Not Alone〉           | Various Artists | 3:44      |
| 11.          | 〈Spring World〉                | Various Artists | 2:15      |
| 12.          | 〈Red Hot〉                     | Various Artists | 2:27      |
| 총 재생 시간 | 총 재생 시간                    | 총 재생 시간    | 38:20     |

## 경쟁 프로그램
- 광개토태왕 (KBS 1TV)
- 애정만만세
- 신들의 만찬 (이상 MBC.)
- 인수대비 (JTBC TV)